# 南观音寺
南观音寺，位于北京市宣武区手帕口南街，始建于金代，兴盛时曾为北京八刹三山中外八刹之一。1946年北京武训小学曾在此招生开课。1960年2月经北京市文化局同意，南观音寺山门与钟鼓楼被拆。现被南新里小学占用，仅存大殿。近来传出有施工队要将其全部拆毁的消息。